# Giuliana Falconieri
Giuliana Falconieri, född 1270 i Florens, död 19 juni 1341 i Florens, var en italiensk nunna som grundade Servitordens kvinnliga gren, Servitnunnorna. Hon vördas som helgon inom Romersk-katolska kyrkan, med festdag den 19 juni.

## Biografi
Giuliana tillhörde den florentinska adelsfamiljen Falconieri. I unga år vigde hon sitt liv åt Kristus, genom kyskhet, bön och barmhärtighetsgärningar. År 1305 flyttade Giuliana och några följeslagare in ett eget kloster; detta blev det första nunneklostret inom Servitorden. Giuliana ledde orden till sin död.

## Bilder
| - Heliga Giuliana Falconieris reliker i basilikan Santissima Annunziata i Florens. - Kyrkan Santa Giuliana Falconieri i Rom. |

### Webbkällor
- ”St. Juliana Falconieri”. Catholic Encyclopedia. New Advent. http://www.newadvent.org/cathen/08556a.htm. Läst 19 juni 2017.
- ”Santa Giuliana Falconieri Vergine”. Santi e Beati. http://www.santiebeati.it/dettaglio/58450. Läst 19 juni 2017.